# Rétonval
Rétonval – miejscowość i gmina we Francji, w regionie Normandia, w departamencie Sekwana Nadmorska.
Według danych na rok 1990 gminę zamieszkiwały 212 osoby, a gęstość zaludnienia wynosiła 38 osób/km² (wśród 1421 gmin Górnej Normandii Rétonval plasuje się na 690. miejscu pod względem liczby ludności, natomiast pod względem powierzchni na miejscu 643.).